# Tel Šalem
Tel Šalem (hebrejsky: תל שלם, arabsky: Tal Ridhghah) je pahorek a sídelní tel o nadmořské výšce - 199 metrů v severním Izraeli, v Bejtše'anském údolí.
Leží na jižním okraji zemědělsky intenzivně využívaného Bejtše'anského údolí, nedaleko od hranice Západního břehu Jordánu, cca 11 kilometrů jihojihovýchodně od města Bejt Še'an a cca 2 kilometry jižně od vesnice Tirat Cvi. Má podobu nevýrazného odlesněného návrší, které vystupuje z okolní rovinaté krajiny. Severovýchodně od něj se rozkládá rozsáhlý areál umělých vodních ploch, severně od pahorku protéká vádí Nachal Bezek. Na jihovýchod odtud stojí obdobný pahorek Tel Malket. Archeologické výzkumy prokázaly na Tel Šalem starobylou sídelní tradici, například z doby železné, z byzantského období i středověku. Nacházejí se tu rovněž zbytky římského vojenského tábora, v nichž byla objevena socha císaře Hadriána. Místo bývá také někdy identifikováno jako biblický Salim citovaný v Evangeliu podle Jana 3,23: „Také Jan křtil v Ainon, blízko Salim, protože tam byl dostatek vody; lidé přicházeli a dávali se křtít“